# Zeitschrift für Missionswissenschaft und Religionswissenschaft
Die Zeitschrift für Missionswissenschaft und Religionswissenschaft (ZMR) versteht sich als ein offenes wissenschaftliches Forum für die Bereiche der Missionswissenschaft und der Religionswissenschaft sowie für das Gespräch zwischen beiden Disziplinen, zwischen kontextuellen Theologien und zwischen Theorien und Theologien der Religion. Die vom Internationalen Institut für missionswissenschaftliche Forschungen (IIMF) herausgegebene Zeitschrift erscheint halbjährlich mit einem Umfang von jeweils 160 Seiten. Schriftleiter der Zeitschrift ist Mariano Delgado.

## Konzept
Einzelne Hefte sind regelmäßig den geografischen Großräumen Afrika, Asien und Lateinamerika gewidmet. Jedes Heft enthält außer einem einführenden Editorial mehrere längere Artikel, kleinere Beiträge, Tagungsberichte sowie Buchbesprechungen.

## Redaktion
Die Redaktion der Zeitschrift für Missionswissenschaft und Religionswissenschaft ist international besetzt. Derzeit gehören ihr an: Ulrike Bechmann, Claudia von Collani, Norbert Hintersteiner, Claude Ozankom, Joachim Piepke, Günter Riße, Michael Sievernich, Klaus Vellguth und Hans Waldenfels.